# ソウルヴァニア
ソウルヴァニア（英語: Soulsvania）は、コンピュータゲームのサブジャンルの一つである。『ソウルライク』+『メトロイドヴァニア』(=『メトロイド』+『キャッスルヴァニア（悪魔城ドラキュラの欧米版タイトル名）』)という2つのコンピュータゲームを融合したジャンルであり、このジャンルのゲームには両シリーズの要素が取り入れられている。

## 特徴
ソウルヴァニアのゲームは、通常2次元の横スクロール型プラットフォームゲームのアクションRPGで、プレイヤーが探索できる広大で互いに繋がっているワールドマップが、チェックポイントを開放して探索ルートを広げられ、一度死ぬと経験値を落とし、その場所に行けば回収できるといった特徴がある。

## 歴史
IGNによれば、このジャンルは元々Ska Studiosから2016年に発売されたゲーム『Salt and Sanctuary』の独自ジャンルだという
その後このジャンルは他社でも作られ、例えばTeam Cherryからは2017年に『Hollow Knight』が発売された。